# Arthur Coffey
Arthur Coffey es un deportista estadounidense que compitió en saltos de trampolín. Ganó una medalla de plata en los Juegos Panamericanos de 1955, en la prueba individual.

## Palmarés internacional
| Juegos Panamericanos | Juegos Panamericanos      | Juegos Panamericanos | Juegos Panamericanos |
| Año                  | Lugar                     | Medalla              | Prueba               |
| -------------------- | ------------------------- | -------------------- | -------------------- |
| 1955                 | Ciudad de México (México) | Medalla de plata     | Trampolín 3 m        |